# Floridita

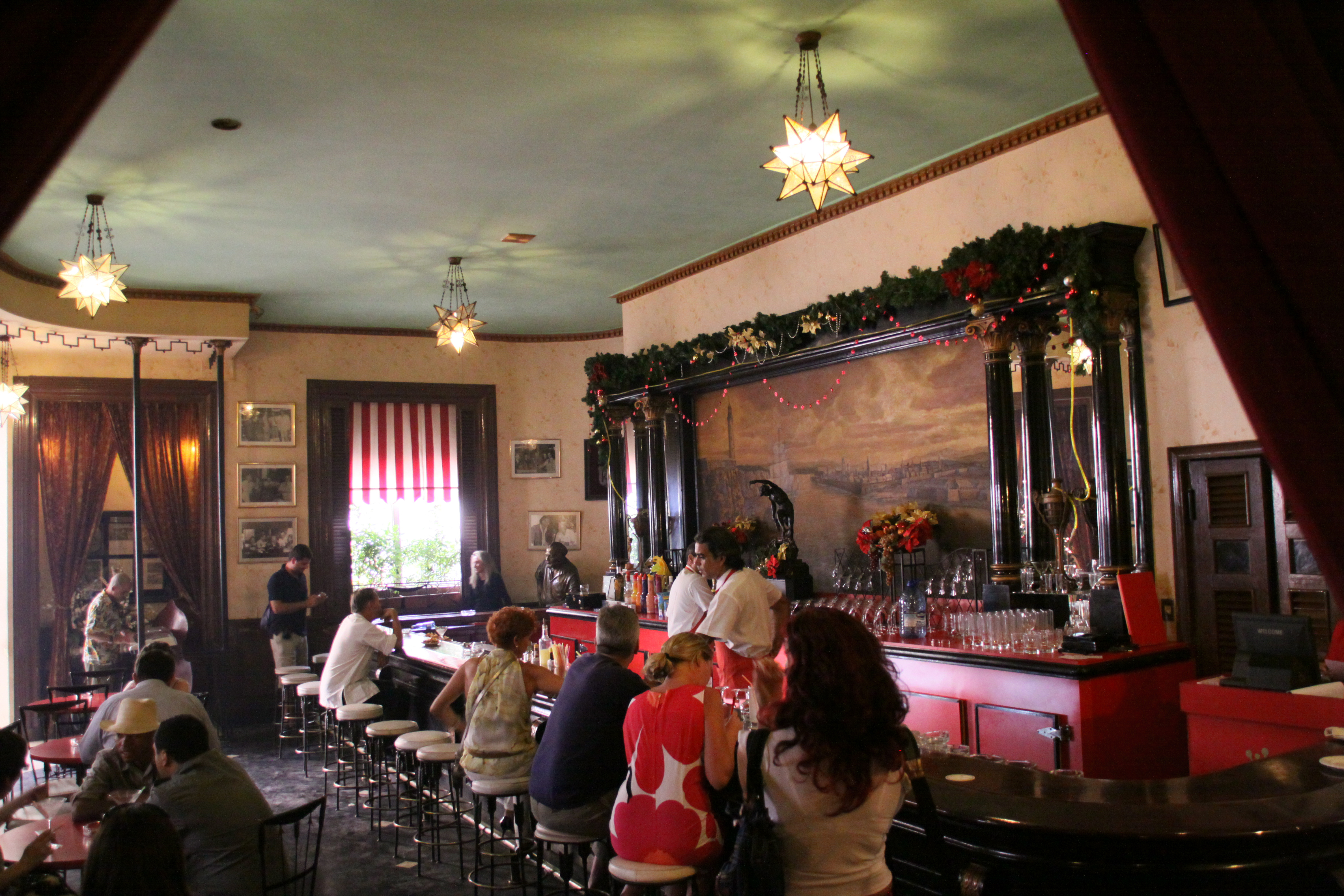
El Floridita. Przy oknie znajduje się statua z brązu przedstawiająca Ernesta Hemingwaya pijącego daiquiri, autorstwa José Villi Soberóna

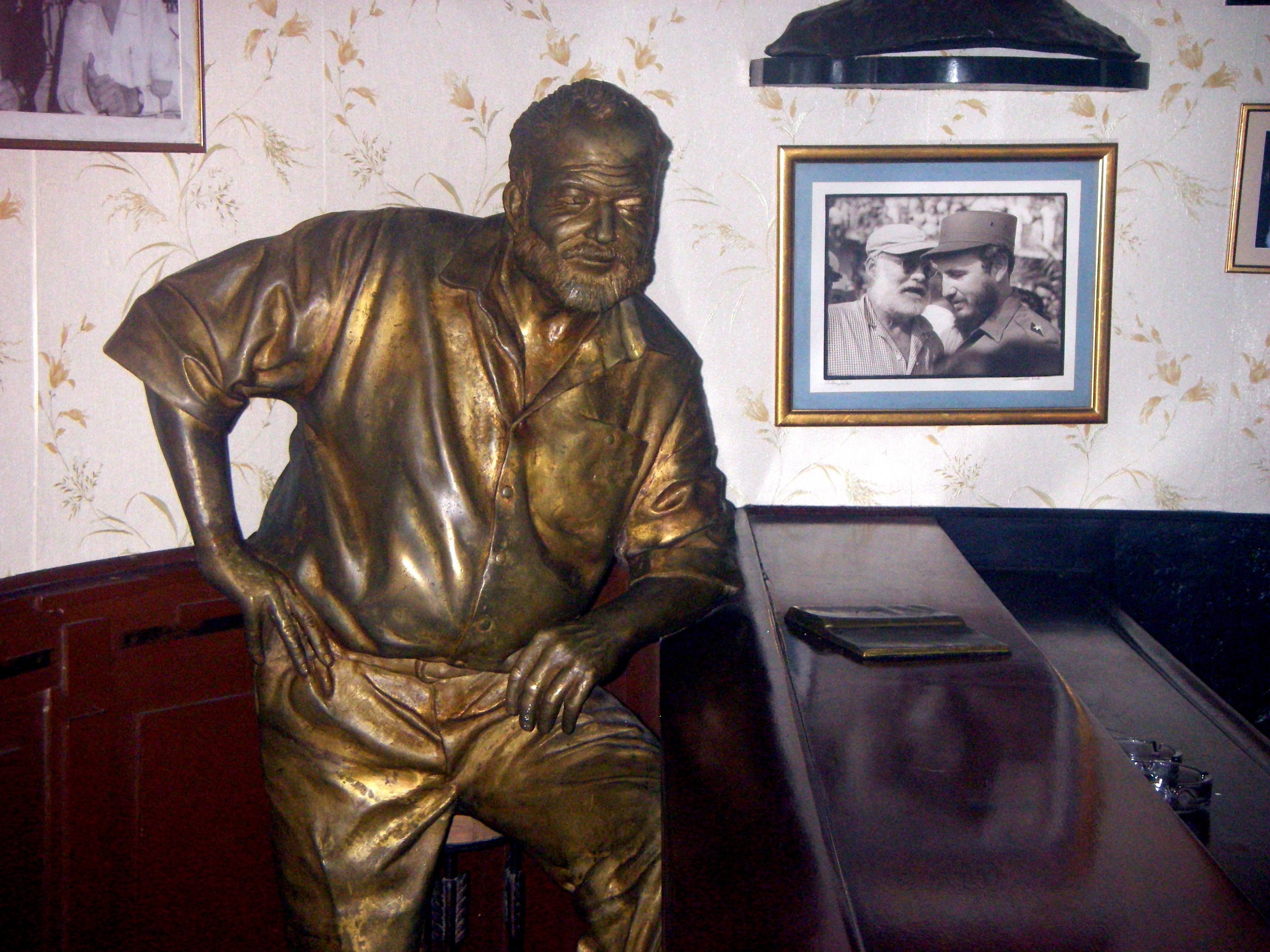
Statua z brązu przedstawiająca Ernesta Hemingwaya

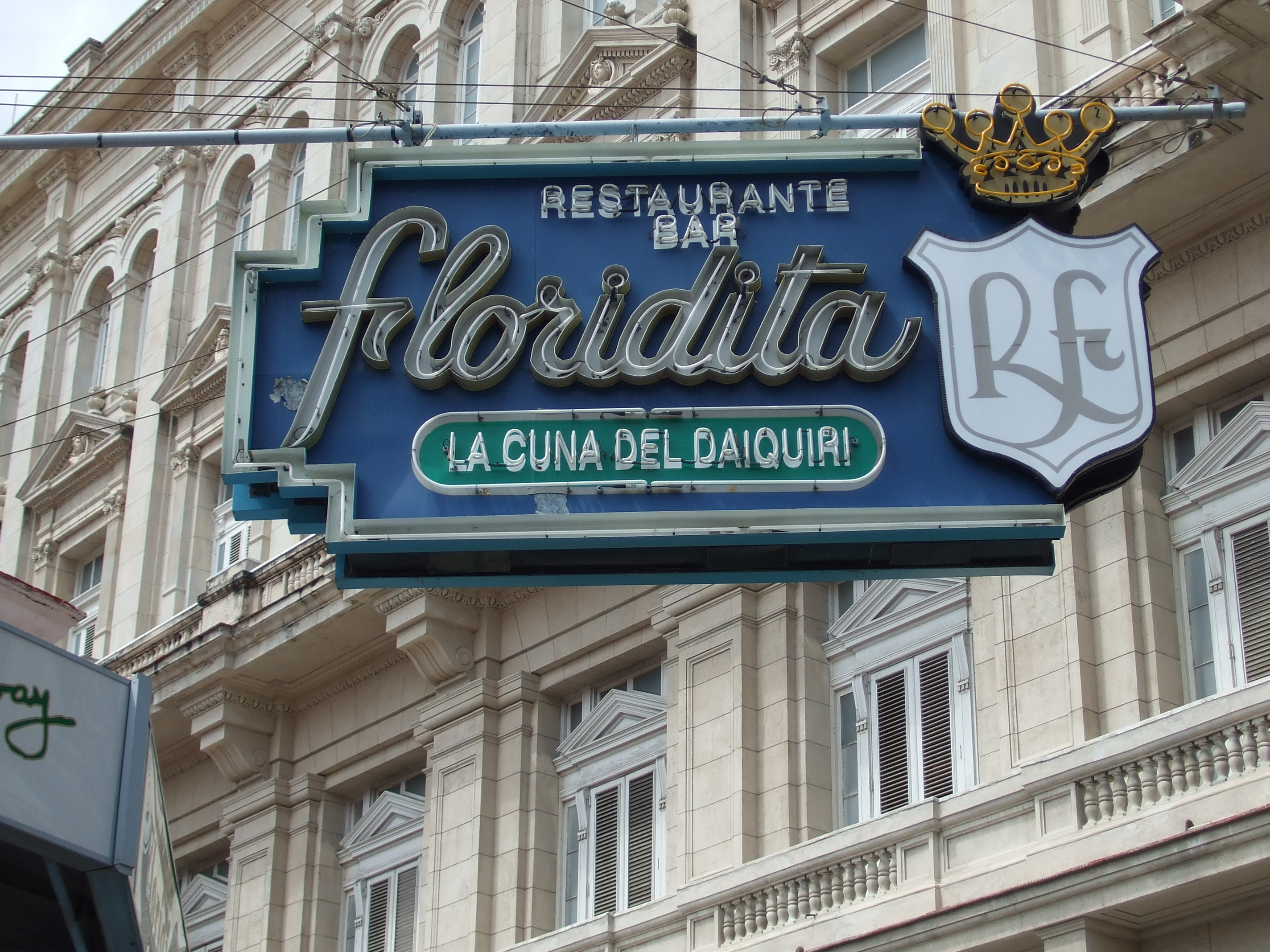
Motto El Floridity

El Floridita, również La Floridita – historyczna restauracja i bar koktajlowy położony w hawańskiej dzielnicy La Habana Vieja, przy skrzyżowaniu ulicy Obispo z Avenida de Bélgica (aleją popularnie nazywaną Monserrate). Miejsce znane z serwowania słynnego koktajlu daiquiri i goszczenia znanych osobistości, przede wszystkim powieściopisarzy Ernesta Hemingwaya i Grahama Greene'a.
Motto Floridity brzmi la cuna del daiquiri, co oznacza „kolebka daiquiri”. Nie jest to jednak miejsce powstania tego napoju alkoholowego, którego początki sięgają końca XIX wieku i okolic Santiago de Cuba, jednak bar El Floridita przyczynił się do jego spopularyzowania. To właśnie tam w latach 30. XX wieku powstała jedna z najbardziej znanych wersji daiquiri, nazywana Daiquiri No. 4 lub Frozen Daiquiri (mrożone Daiquiri).

## Historia
Floridita została otwarta w 1817 roku pod nazwą La Piña de Plata („Srebrny ananas”) na rogu ulic Obispo i Montserrate, gdzie funkcjonuje do dzisiaj. Blisko 100 lat później, po wielu namowach amerykańskich turystów właściciel zmienił jej nazwę na El Florida, ale z czasem mieszkańcy Hawany zaczęli ją nazywać Floridita.
Było to miejsce często odwiedzane przez Ernesta Hemingwaya, gdyż znajduje się na tej samej ulicy co Hotel Ambos Mundos, w którym mieszkał pisarz. W barze znajduje się wiele pamiątek po Hemingwayu: fotografie, popiersie, a od 2003 roku naturalnej wielkości brązowy posąg przedstawiający amerykańskiego pisarza, autorstwa kubańskiego artysty Jose Villi Soberóna. Umiejscowienie figury nie jest przypadkowe – było to ulubione miejsce pisarza w całym barze. Siedząc na wysokim stołku, na lewym końcu długiego baru, Hemingway podobno w krótkim czasie potrafił wypić szesnaście podwójnych daiquiri.
Podobno Hemingway pewnego razu napisał: My mojito in La Bodeguita, My daiquiri in El Floridita („Moje mojito w La Bodeguita, moje daiquiri w El Floridita”). Napis opatrzony imieniem i nazwiskiem Ernesta Hemingwaya znajduje się w innym, popularnym wśród turystów barze – Bodeguita del Medio, i świadczy o upodobaniu sobie przez autora dwóch rodzajów drinków – mojito spożywanego w La Bodeguita, i daiquiri w El Floridita. Mimo pewności co do faktu stałego bywania Hemingwaya w El Floridita, istnieją wątpliwości co do tego, że był częstym gościem w La Bodeguita.
Pisarz nie był jedyną znaną osobistością odwiedzającą Floriditę. Klientami baru byli również kubańscy i zagraniczni intelektualiści i artyści, tacy jak Ezra Pound, John Dos Passos i Graham Greene, autor powieści Nasz człowiek w Hawanie.